# Chiesa riformata di Francia

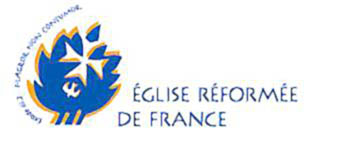
Logo della Chiesa riformata di Francia

La Chiesa riformata di Francia (francese: Église réformée de France) è una chiesa riformata, di tradizione calvinista, la più antica ed importante chiesa protestante in Francia.
La chiesa fa parte della Federazione protestante di Francia (Fédération protestante de France), dell'Alleanza mondiale delle Chiese riformate e del Consiglio ecumenico delle Chiese.
Conta circa 350000 fedeli e circa 400 chiese locali.
Nel maggio 2013 viene fusa con la Chiesa evangelica luterana di Francia nella Chiesa protestante unita di Francia.

## Storia
Nate nel XVI secolo le chiese riformate si organizzano inizialmente nella semi-clandestinità. Il primo sinodo nazionale risale al 1559 e al 1571 la prima confessione di fede, la Confessione di La Rochelle. Riconosciute e limitate dall'editto di Nantes (1598), che garantiva la libertà di culto nei territori dove già si erano insediati ugonotti prima del 1597 (con l'eccezione di alcune città, tra cui Parigi) ed emanato dal re Enrico IV di Francia (ex-ugonotto convertitosi al cattolicesimo per salire al trono del paese) al termine delle guerre di religione, il cui ricordo più tragico rimane nella notte di san Bartolomeo (23-24 agosto 1572), con la strage di migliaia di calvinisti ad opera dei cattolici.
L'ultimo sinodo ufficiale risale al 1659 mentre nel 1689 viene revocato, da Luigi XIV l'editto di Nantes con l'editto di Fontainebleau. Iniziava un periodo di persecuzioni e di esilio, con un gran numero di ugonotti costretti a lasciare la Francia e a rifugiarsi in altri paesi europei ed in Nord America.
Con la Rivoluzione francese ed il periodo napoleonico, si affermavano i principi di tolleranza e libertà religiosa e nel 1802, grazie agli Articoli organici (Articles organiques) la chiesa venne riconosciuta.
Nel XIX secolo altri movimenti religiosi influenzarono il protestantesimo europeo, portando alla nascita di nuove chiese all'interno del panorama protestante francese.

### L'unione del 1938
Nel 1905, con la legge di separazione tra le Chiese e lo Stato, erano quattro le unioni protestanti francesi: le Chiese evangeliche riformate (les Églises réformées évangéliques), le Chiese riformate unite (les Églises réformées unies), le Libere Chiese evangeliche (les Églises évangéliques libres) e la Chiesa metodista (l'Église méthodiste).
Negli anni '30, sotto l'impulso del pastore Marc Boegner, ma anche per via degli orrori dell prima guerra mondiale e, da un punto di vista teologico, sotto l'influenza del pensiero di Karl Barth, il processo di restauration de l'unité réformée diede vita alla Chiesa riformata di Francia, nata dall'unione della maggioranza delle Chiese riformate unite e della Chiesa metodista, nonché da tutta l'Unione delle Chiese riformate e da una minoranza delle Libere Chiese evangeliche (ma con un'adesione della maggioranza dei fedeli).